# Комратов, Юрий Сергеевич
Юрий Сергеевич Комратов (15 декабря 1950 — 14 июня 2013) — инженер-металлург, лауреат государственных премий.

## Биография
Родился 15 декабря 1950 года в Нижнем Тагиле. Окончил Уральский политехнический институт (1977).
С 1968 по 1998 г. — на НТМК: ученик слесаря, вальцовщик стана «650» в крупносортном цехе, заместитель начальника крупносортного цеха, начальник прокатного цеха, заместитель директора по производству и поставкам продукции, в 1990—1998 гг. — генеральный директор. Под его руководством разработана и реализована программа технологической реконструкции и развития НТМК на период с 1990 г.
В 1998—2003 гг. — советник председателя правительства Свердловской области. С 2003 года генеральный директор ФГУП «Уралтрансмаш». Кандидат технических наук (2000).
Лауреат Государственной премии СССР (1990), Государственной премии Российской Федерации (1997), премии им. Черепановых (1997) — за разработку и осуществление реконструкции комбината, успехи в изобретательской и рационализаторской деятельности, выразившиеся во внедрении разработок с большим экономическим эффектом.
Заслуженный металлург РФ (1994). Награждён орденом «Знак Почёта» (1986). Почётный гражданин Нижнего Тагила.
Погиб 14 июня 2013 года в ДТП на 51-м километре автодороги Алапаевск — Николо-Павловское.